# Bernat Antoni de Rocabertí-Boixadors, 8. hrabia Perelada
Bernat Antoni I de Rocabertí-Boixadors i Sureda de Sant Martí, 8. hrabia Perelada (lub Peralada) (zm. 1755) – hiszpański dyplomata.
W latach 1753–1755 był ambasadorem Hiszpanii w Lizbonie. Starał się o to by pierwszy minister portugalski markiz de Pombal uznał Hiszpanię za sprzymierzeńca. W Barcelonie stoi jego grobowiec pogrzebowy zbudowany przez Manuela Tramullesa z płaskorzeźbami Ignasi Vailsa.